# Consett
Consett este un oraș în comitatul County Durham, regiunea North East, Anglia. Orașul se află în districtul Derwentside a cărui reședință este.